# Ananindeua
Ananindeua je grad u Brazilu. Nalazu se u saveznoj državi Para. Prema procjeni iz 2007. u gradu je živjelo 484.278 stanovnika.

## Stanovništvo
Prema procjeni iz 2007. u gradu je živjelo 484.278 stanovnika.
| 1991.  | 2000.   |
| ------ | ------- |
| 88.151 | 393.569 |

## Vanjske poveznice
- Službena stranica grada